# سهروردية

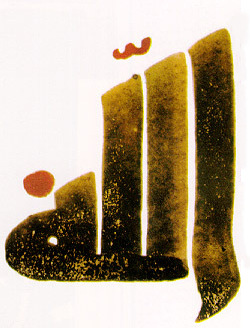

الطريقة السهروردية، أحد الطرق الصوفية السنية، تأسست على يد شهاب الدين عمر السهروردي المتوفى سنة 632 هـ.